# 池上四郎 (薩摩藩士)
池上 四郎（いけのうえ しろう、天保13年（1842年） - 明治10年（1877年）9月24日）は、幕末の薩摩藩士、明治時代初期の軍人である。名は貞固、通称は四郎左衛門というが、明治になってからは四郎と称した。

## 経歴

### 薩摩藩士時代
鹿児島城下の樋之口通町（現鹿児島市加治屋町16番街区、旧地番175番地）で薩摩藩侍医・池上貞斎の第一子として生まれる。家業を継ぐべく家庭で教育を受けたが、医術を好まず、西郷隆盛（吉之助）・伊地知正治の教導を受け、勤王の志を抱いた。
安政の大獄（1858年）の前頃、藩主・島津斉彬の命によって江戸に遊学し、時々天下の情勢を藩主に報告した。薩英戦争（1863年）のときはスイカ売り決死隊に志願して英艦に切り込もうとしたが失敗、大門口砲台で英艦を撃退した。この後、屋久島一湊に一時派遣された。戊辰戦争（1868年）では鳥羽・伏見の戦いに城下十番小隊の監軍として参戦したが、東山道軍が結成されて以後は参謀・伊地知正治の下で軍議に参画し、白河城攻防戦、棚倉・二本松攻城戦、会津若松攻城戦では直接戦闘に参加した。

### 明治政府時代
明治2年（1869年）に鹿児島常備隊がつくられたときは大隊の教佐となり、藩が御警衛兵を派遣したときは第二大隊を率いて上京した。明治4年（1869年）に西郷隆盛・大久保利通が政府改革案を以て上京した際は、木戸孝允・板垣退助・山縣有朋らとの会談に護衛を兼ねて同行した。同年、西郷が廃藩置県に備えて御親兵を率いて上京したときには、一隊を率いて市ヶ谷旧尾張藩邸に駐屯した。このとき陸軍少佐に任官したが、病気を理由に7月に免職した。
明治5年（1872年）、征韓論に関連して西郷隆盛が朝鮮・満洲の軍事偵察をさせたとき、8月8日、外務省十等出仕に任じられ、8月16日、武市正幹・彭城中平とともに満洲に派遣された。この偵察は日本最初の軍事偵察で『西南記伝』に「満洲視察復命書」という抄録が残っている。武市は早くに、彭城は満洲偵察後は帰国したが、池上は清国内部の偵察を続け、西郷下野を知った6年（1873年）12月に帰国した。

### 西南戦争
明治7年（1874年）に私学校が創建されたとき、池上は病気で積極的な関与はしなかった。その後も私学校の不体裁を好まなかった。明治8年（1875年）、県令・大山綱良が西郷に区長・副区長の推薦を依頼したとき、その相談に与った。
明治10年（1877年）の西南戦争（西南の役）の際は、西郷刺殺計画に憤慨して挙兵に賛成し、篠原国幹が部隊編制、桐野利秋が各種軍備品の収集調達、村田新八が兵器の調達整理、永山弥一郎が新兵教練、池上が募兵を担当した。出陣のときは、桐野が総司令兼四番大隊指揮長、篠原が一番大隊指揮長となり、池上は五番大隊の指揮長（大隊長）となって10個小隊約2,000名を率いた。副隊長に当たる第一小隊長は河野主一郎がつとめた。乃木希典の連隊旗を戦獲した村田三介（実際の戦獲者は伊東隊の岩切正九郎）などの小隊もこの大隊に属している。
鹿児島を発した薩軍は2月21日夜、川尻で軍議を開いた。この軍議で池上は熊本鎮台を抑えるための兵を一部残し、全軍北上する策を出したが入れられず、篠原国幹らが主張する全軍による熊本城強襲が採用された。翌2月22日、池上は桐野利秋とともに熊本攻城正面軍を指揮した。2月24日、政府軍を挟撃すべく桐野（三箇小隊）が山鹿、篠原（六箇小隊）が田原、村田新八・別府晋介（五箇小隊）が木留に進出すると、池上は残る薩軍21個小隊約4,700名を率いて熊本攻城戦を一人で指揮した。しかし、3月4日から激戦となった田原その他へ徐々に手許の兵を派遣して兵が減少したため、ついに鎮台軍が籠もる熊本城を落とすことはできなかった。4月8日には安巳橋の戦いで敗れ、政府背面軍と熊本鎮台との連絡を許した。
4月21日、薩軍（党薩各派を含む）が浜町に後退すると本営参謀に専念した。4月29日、人吉に後退してからは三田井（高千穂）方面の司令を兼ねるなど、本営参謀と方面司令を兼ね、併せて後備・病院などの経営も兼務した。これ以後は、豊後方面に進出した野村忍介指揮の奇兵隊を延岡から指揮・後援して延岡・宮崎間に一時勢力を張ったが、長くは続かなかった。薩軍が宮崎・延岡・熊田などで敗退を重ね、8月17日、長井村の可愛獄を突囲する際は別府晋介とともに約60名を率いて西郷を護衛した（『大西郷突囲戦史』に依る。「鎮西戦闘鄙言」では村田と池上が中軍を指揮し、西郷と桐野が総指揮をとったとする）。突囲後、西郷隆盛に従い、宮崎・鹿児島の山岳部を踏破して鹿児島に帰った。9月24日の城山陥落時は西郷の自決を見守った後に桐野・村田らと岩崎口の塁をめざして進撃、途中、弾雨の中で自刃した。享年36。

## 人物
『西南記伝』には「四郎、天資聡敏にして才幹あり、又韜略（とうりゃく）に通ず、其軍中に在るや、兵士を馭する、甚だ紀律あり、其事を処する、裁決流るるがごとし、故に其声望、或は桐野利秋に亜ぐに至る。西郷隆盛、嘗て四郎を評して曰く『四郎の智慮周密、張子房（張良）の流亜なり』と」という評が残っている。才幹（才能）に秀で、軍略家であり、事務処理能力もあったので、池上は戊辰戦争・満洲偵察では軍事参謀、西南戦争では軍事参謀・方面司令・後備事務・病院を一人で担当している。酒豪としても知られ、満洲偵察時には強度の焼酎を飲んで寒を凌いだという。